# Microgobius tabogensis
 Microgobius tabogensis es una especie de peces de la familia de los Gobiidae en el orden de los Perciformes.

## Distribución geográfica
Se encuentra desde la Península de Baja California (México) hasta Colombia.

## Observaciones
Es inofensivo para los humanos.